# عبد الله عبد الرحمن العبيدلي
عبد الله عبد الرحمن العبيدلي (مواليد 1 أغسطس 2001 في البحرين) هو لاعب كرة قدم بحريني يجيد اللعب في خط الوسط. يلعب حاليا لصالح الرفاع الذي ينافس في الدوري البحريني الممتاز منذ 2019.